# Der Pfad des Teufels
Der Pfad des Teufels, in der Ursprungsfassung: The Devil’s Steps, ist ein Kriminalroman des australischen Schriftstellers Arthur W. Upfield und der zehnte, in dem er den Detektiv „Bony“ ermitteln lässt.

## Kontexte
Der Roman spielt Anfang September 1945.
Der größte Teil der Handlung ereignet sich im Umfeld eines Mt. Chalmers, eines landschaftlich und touristisch interessanten Gebietes, das Arthur W. Upfield etwa 45 km nördlich von Melbourne liegen lässt. Die Örtlichkeit ist aber fiktiv. Dort liegt das Gästehaus Wideview Chalet, das den örtlichen Mittelpunkt der Handlung bildet.

## Personen

### Ermittler
Bony ist diesmal von der Polizei Queensland, zu der er gehört, an den militärischen Geheimdienst ausgeliehen. Der Chef des Geheimdienstes, Colonel Blythe, ist der Schwiegersohn seines queensländischen Polizeichefs, Colonel Spendor. Bony soll helfen, Unterlagen sicherzustellen, die die deutsche Wehrmacht noch vor Ende des Zweiten Weltkriegs aus Deutschland in Sicherheit gebracht hat. Diese sollen sich im Besitz eines US-Amerikaners, Mr. Grumman, befinden, der sich in Wideview Chalet als Gast aufhält. Also hat auch Bony sich dort eingemietet.
Nachdem Grumann eines Morgens tot in einem Straßengraben aufgefunden wird, ermittelt selbstverständlich auch die örtlich zuständige Polizei von Victoria. Der Chef dieser Ermittlungen, Bolt, und Bony treffen ein Abkommen, sich jeweils über ihre Erkenntnisse auszutauschen, so dass Bony auch an die offiziellen Ermittlungsergebnisse und Unterlagen herankommt. Auch die örtliche Polizei kennt die wahre Identität von Bony und unterstützt ihn bei seinen Ermittlungen.

### Die anderen
Wichtig für Bonys Ermittlungen ist der Hausmeister von Wideview Chalet, Bisker, der ihn unterstützt. Dessen Chefin, Eleanor Jade, betreibt das Gästehaus und unternimmt geheime nächtliche Ausflüge. Im finalen Showdown kommt der stämmigen und treffsicheren Köchin des Hauses, Mrs. Parker, eine entscheidende Rolle zu. Im Übrigen wohnen in dem Gästehaus zahlreiche, teils verdächtige Gäste.
Eine Nebenrolle nimmt der in der Nachbarschaft wohnende Schriftsteller Clarence B. Bagshott ein, über den allerlei dunkle Gerüchte kursieren und der auch im folgenden Roman, Die Leute von nebenan, wieder auftritt.

## Handlung
An einem Morgen wird die Leiche von Mr. Grumman im Straßengraben vor dem Gästehaus Wideview Chalet gefunden und sein umfangreiches Gepäck ist verschwunden. Von der Polizei ist als erster Constable Rice vor Ort. Der wird von einem plötzlich auftauchenden Gangster, der nach Mr. Grumman fragt, in der Lobby des Gästehauses erschossen. Nun ist selbstverständlich der Teufel los. Da findet Hausmeister Bisker, vergraben in einem Blumenkübel, zwei Füllfederhalter mit brisantem Inhalt, für den sich offensichtlich eine Reihe von Männern interessieren.
Letztendlich kommt es zu dem bei Arthur W. Upfield offenbar unvermeidlichen Showdown, der hier aber relativ kurz gehalten ist.

## Konstruktion
Arthur W. Upfield schrieb mit Der Pfad des Teufels eine Mischung aus Spionageroman und Thriller. Zudem ist das der Bony-Roman, in dem ihn sein Autor am nächsten zu einem städtischen Umfeld ermitteln lässt. Damit werden die herausragenden Fähigkeiten des Detektivs, die in seiner großen Kenntnis des Outbacks liegen, weitgehend nicht genutzt. So spielt auch im Gegensatz zu den ersten Romanen, in denen Bony ermittelt, die Kultur der Aborigines in dem Roman gar keine Rolle. 
Andererseits ist es der erste Bony-Roman, in dem mit dem soeben beendeten Zweiten Weltkrieg und daraus resultierenden Ereignissen ein Bony-Krimi auf reale und aktuelle Ereignisse im kontemporären Umfeld inhaltlich Bezug nimmt. Die Angaben zur Wehrmacht und andere auf Deutschland bezogene Fakten beherrscht allerdings ein nicht sehr realer verschwörungstheoretischer Ansatz, der mit den Realitäten wenig zu tun hat.
Der in einer Nebenrolle auftretende Schriftsteller Clarence B. Bagshott ist ein Selbstporträt von Arthur W. Upfield. Die snobistischen Äußerungen eines Gastes im Wideview Chalet, eines „arrivierten“ Literaten, der sich abfällig über den Schriftsteller äußert, spiegelt eigene Erfahrungen von Arthur W. Upfield wider.
In Der Pfad des Teufels wird am Rande auf zwei vorangegangene Bony-Romane Bezug genommen: Ein glücklicher Zufall und Der Kopf im Netz.

## Ausgaben
- Soweit nicht anders angegeben, stammen die nachfolgenden Angaben aus dem Katalog der Australischen Nationalbibliothek.[7]
  - Francis Aldor, London 1948
  - Angus and Robertson, Sydney 1967
  - Angus and Robertson, Pacific Books 1967
  - Angus & Robertson, London / Sydney 1980
  - ETT Imprint, Exile Bay (NSW) 2020. ISBN 9781925706697
  - ETT Imprint, Royal Exchange (NSW) 2020. (E-Book). ISBN 9781922384546

- US-amerikanische Ausgaben[8]
  - Doubleday & company, Garden City (NY) 1946
  - First Scribner Crime Classic / Collier Books Macmillan Publishing Company, New York 1987. ISBN 0-684-17668-8[Anm. 2]

- Deutschsprachige Ausgaben erschienen unter dem Titel Der Pfad des Teufels[9]
  - Goldmann, München 1992 = Goldmann 5195. ISBN 978-3-442-05195-3
  - ETT Imprint, Cabarita (NSW) 2023. (E-Book). ISBN 9781923024366[10]